# Bewijslast
De bewijslast (Frans: charge de la preuve) is de verplichting om bewijs te leveren, bijvoorbeeld in een juridisch geding.

## Burgerlijke zaken
In de regel geldt in burgerlijke zaken dat wie iets opwerpt of inroept het bewijs moet leveren. In het Latijn wordt dit uitgedrukt met het adagium actori incumbit probatio. Evenwel bestaan op dit principe vele uitzonderingen, zoals vermoedens.

### België

#### Regel
De bewijslast in het Belgisch burgerlijk recht is geregeld in art. 8.4 van het Burgerlijk Wetboek (BW) en gaat uit van twee basisprincipes:
- enerzijds moet een partij die meent een andere partij in rechte te kunnen aanspreken, het bewijs leveren van de rechtshandelingen of feiten die daaraan ten grondslag liggen (art. 8.4, eerste lid BW);
- en anderzijds moet degene die beweert bevrijd te zijn, de rechtshandelingen of feiten bewijzen die zijn bewering ondersteunen (art. 8.4, tweede lid BW).

Hierbij gelden de nuances dat ten eerste alle partijen gehouden zijn om mee te werken aan de bewijsvoering (art. 8.4, derde lid BW) en dat ten tweede degene die iets moet bewijzen, in het ongelijk wordt gesteld als er twijfel bestaat over het geleverde bewijs (art. 8.4, vierde lid BW).

#### Uitzondering
In uitzonderlijke omstandigheden kan de rechter de bewijslast echter omkeren. Wanneer de toepassing van de twee basisprincipes uit art. 8.4, eerste en tweede lid BW kennelijk onredelijk zou zijn, kan de rechter in een met bijzondere redenen omkleed vonnis bepalen wie de bewijslast draagt. De rechter kan slechts gebruik maken van deze mogelijkheid wanneer hij of zij alle nuttige onderzoeksmaatregelen heeft bevolen en erover gewaakt heeft dat de partijen meewerken aan de bewijsvoering, zonder op die manier voldoende bewijs te verkrijgen (art. 8.4, vijfde lid BW).

## Strafzaken
In het strafrecht ligt de bewijslast op de openbare aanklager die het vermoeden van onschuld moet weerleggen om tot een veroordeling te komen.